# Fortuynia garcinii
Fortuynia garcinii är en korsblommig växtart som först beskrevs av Nicolaas Laurens Nicolaus Laurent Burman, och fick sitt nu gällande namn av Robert James Shuttleworth. Fortuynia garcinii ingår i släktet Fortuynia och familjen korsblommiga växter. Inga underarter finns listade i Catalogue of Life.